# Little Marie
Little Marie er en amerikansk stumfilm fra 1915 instrueret af Tod Browning.

## Medvirkende
- Charles West som Beppo Puccini.
- Seena Owen som Bianca Pastorelli.
- Tom Wilson som Sam Coggini.
- Walter Long.